# Католичка пропаганда у бугарским земљама
Католичка пропаганда у бугарским земљама у 17. веку била је резултат Житванског мира 1606. године, који је по први пут дао католицима право да граде своје цркве у Османском царству, као и успеха контрареформације током претходног 16. века.
Католичка пропаганда је почела током Дугог рата 1601. године од стране фрањевца Петра Солината. Чипровци су постали сједиште католичког Софијског епископата. Бугарска епископија, основана крајем 14. века, одвојила се 1620. године од католичке покрајине Срба из Босне и Херцеговине, која је до тада укључивала бугарске земље, и директно је подређена Римској цркви. Њена прва глава је постао отац Гргур Визић.
Ћипровски устанак означава крај ове пропаганде.